# Kribbeln (Spiel)
Kribbeln ist ein Würfelspiel mit sechs Würfeln von Thomas Sing, das im Jahr 2016 bei Ravensburger erschienen ist. Bei dem an Kniffel und andere Würfelspiele angelehnten Spiel geht es darum, mit den vorhandenen Farb- und Zahlenwürfeln Aufgaben zu erledigen und eine möglichst hohe Punktzahl zu erreichen. Es ist mit zwei bis fünf Spielern spielbar, wobei für ein Spiel etwa 20 Minuten Spielzeit angesetzt werden. Das empfohlene Alter der Spieler beträgt acht Jahre, da die Addition gefordert ist.

## Spielprinzip und Material
Das Spielprinzip ist sehr einfach gehalten und erinnert an Würfelspielklassiker wie Kniffel und andere. Das Spielmaterial besteht aus einem Spielblock und sechs Würfeln, die auf den Würfelseiten zugleich verschiedene Farben und Würfelwerte besitzen. Auf den Seiten des Spielblocks sind Aufgaben vorgegeben, die in jeweils drei Farbblöcken dargestellt werden. Ziel des Spiels ist es, auf dem Spielblock möglichst viele Aufgaben mit hohen Punktzahlen zu erfüllen und damit möglichst viele Punkte im Gesamtspiel zu erreichen.

## Spielablauf
Vor dem Spiel wird ein Spieler bestimmt, der die Punktewertung übernimmt. Er bekommt ein Blatt des Spielblocks und gibt im Verlauf des Spiels die Aufgaben vor. Der Startspieler wird ausgelost und die Spieler würfeln reihum jeweils an der aktuellen Aufgabe. Bei den Aufgaben geht es meist darum, eine bestimmte Anzahl von Würfeln einer Farbe zu bekommen oder bestimmte Farben nicht zu würfeln, Würfelkombinationen mit freier Farbwahl zu erreichen oder ein vorgegebenes Verhältnis zwischen Würfelfarben zu erreichen. Der jeweils aktive Spieler wirft offen alle sechs Würfel und versucht, mit drei Würfen die vorgegebene Aufgabe zu erfüllen. Dabei darf er nach dem Startwurf und auch nach dem zweiten Wurf beliebig viele Würfel nochmals würfeln. Gelingt es ihm, die Aufgabe zu erfüllen, addiert er seine Augenwerte und das Ergebnis wird entsprechend notiert. Sollte es ihm nicht gelingen, kann er entweder auf ein Kribbeln-Feld der gleichen Farbe ausweichen und die Gesamtsumme des Wurfs dort eintragen oder ein X notieren. Wurde das Kribbeln-Feld genutzt, darf der Spieler die Aufgabe nochmals versuchen.
Nachdem jeder Spieler eine Aufgabe erfüllt hat, wird ausgewertet, wer in der jeweiligen Zeile die meisten Punkte erreicht hat. Abhängig von seiner Position bekommt jeder Spieler Punkte zugewiesen, wobei der Spieler mit dem höchsten Ergebnis so viele Punkte bekommt, wie Mitspieler vorhanden sind. Bei Gleichständen an den Positionen teilen sich die beteiligten Spieler jeweils die Position des niedrigeren Platzes und bekommen entsprechend Punkte. Hat ein Spieler ein X in der Zeile stehen, bekommt er keine Punkte, Kribbelfelder werden erst einmal ignoriert. Nach der Wertung beginnt die nächste Runde mit der nächsten Aufgabe in der folgenden Zeile.
Die Kribbelfelder können zum einen genutzt werden, um Punktewerte bei missglückten Aufgaben einzutragen, zum anderen stellen sie jedoch auch jeweils eigene Aufgaben dar. Auf jedem Spielblatt gibt es insgesamt vier Kribbelfelder, davon jeweils eines in den beiden oberen Farbbereichen und zwei im dritten Bereich. Die Aufgabe für die Kribbelfelder ist, möglichst viele Punkte zu erreichen, dabei muss die Punkteanzahl vom obersten zum untersten Kribbelfeld ansteigen. Gelingt es einem Spieler nicht, bei einem späteren Kribbelfeld eine höhere Augenzahl als bei einem früheren zu bekommen, muss er hier ein X eintragen und bekommt für diese Aufgabe keine Punkte.
Das Spiel endet, wenn alle Spieler alle Aufgaben erfüllt haben. Die erreichten Punkte (nicht die Augen) werden addiert, der Spieler mit der höchsten Gesamtpunktzahl gewinnt das Spiel.

## Ausgaben
Das Würfelspiel wurde von dem deutschen Spieleautor Thomas Sing entwickelt und erschien im Januar 2016 zur Nürnberger Spielwarenmesse bei dem Verlag Ravensburger in einer deutschen Version als Kribbeln sowie international unter dem Namen Color'Yam.

## Belege
1. 1 2 3 4 5  Offizielle Spielregeln für Kribbeln, Ravensburger 2016.
2. ↑  Ausgaben von Kribbeln in der Spieledatenbank BoardGameGeek (englisch)